# オブリーヴ
オブリーヴ （Auberive）は、フランス、グラン・テスト地域圏、オート＝マルヌ県のコミューン。

## 地理
オブリーヴはラングルの南西26kmのところに位置し、その景観は主として森林である。森林面積の70％が国有であり、コミューン面積では県内においてヴァル＝ド＝ムーズ、シャトーヴィランに次いで第3位である。オーブ川の水源がある。

## 歴史
村は、1135年に建設されたシトー会派修道院の周りで生まれた。そこはシャンパーニュとブルゴーニュの国境、オーブ川の端であった。修道院の修道士たちは、フランス革命まで、周辺の高原の森林を利用していた。
現在、森林は国家の所有であり、国家森林局（fr）が管理している。コミューンはほとんど森林不動産を所有していない。

## 人口統計
| 1962年 | 1968年 | 1975年 | 1982年 | 1990年 | 1999年 | 2006年 | 2015年 |
| ------ | ------ | ------ | ------ | ------ | ------ | ------ | ------ |
| 341    | 302    | 270    | 219    | 233    | 205    | 195    | 193    |

参照元:1962年から1999年までは複数コミューンに住所登録をする者の重複分を除いたもの。それ以降は当該コミューンの人口統計によるもの。1999年までEHESS/Cassini、2006年以降INSEE。